# Машуров, Азат Машурович
Аза́т Машу́рович Машу́ров (27 марта 1940 — 15 апреля 2000) — советский партийный и государственный деятель Казахстана; председатель Панфиловского райисполкома (1973—1980), 1-й секретарь Алакульского райкома КП Казахстана (1980—1989).

## Биография
Родился 27 марта 1940 года в селе Пиджим в уйгурской крестьянской семье. В 1959 году окончил среднюю школу им. С. М. Кирова в Панфилове; в течение года работал мотористом колхоза им. Калинина в родном селе.
В 1965 году окончил Семипалатинский зооветеринарный институт по специальности «зоотехник». Работал главным зоотехником и заместителем председателя колхоза им. Калинина (Пиджим), председателем правления колхоза «Бирлик» (1970—1971), директором Коктальского овцесовхоза (1971—1973), председателем исполкома Панфиловского района (1973—1980).
В 1977 году окончил Высшую партийную школу при ЦК КПСС (Москва). В 1980—1989 годы — 1-й секретарь Алакульского райкома партии (Талды-Курганская область).
В 1989—1995 годы — председатель колхоза им. Калинина (Пиджим), в 1996—1998 — председатель производственного кооператива «Акбулак», затем — председатель Ассоциации сельскохозяйственных товаропроизводителей «Нарык» по Панфиловскому району.
С 1973 года — член Талды-Курганского обкома КП Казахстана. Делегат XXVII съезда КПСС (1986).
15 апреля 2000 года скончался от сердечной недостаточности.

### Семья
Жена (с 1965) — Дурням Мурдиновна Машурова;
- трое детей.
- Дочь: Масимова Дилярам Азатовна (Машурова)[1]. Жена Карима Масимова.

## Награды
- медаль «В ознаменование 100-летия со дня рождения Владимира Ильича Ленина» (1970)
- орден Трудового Красного Знамени (1973)
- медаль «За отличие в охране государственной границы СССР» (1975)
- орден Октябрьской Революции (1980)
- орден Ленина (1984)
- медаль «За освоение целинных земель»
- Почётная грамота Верховного Совета Казахской ССР
- значок «Отличник народного просвещения Казахской ССР» Министерства просвещения Казахской ССР.

## Память
Именем А. М. Машурова названа улица в селе Пиджим.
В Пиджимской сельской школе, где учился А. М. Машуров, был открыт класс-музей на пожертвования его жены и детей.
В 2005 году его супруга, Дурням Машурова, опубликовала документальную новеллу «Не зря прожитая жизнь», включившую её воспоминания и подлинные факты из его трудной жизни.